# Chicago Bulls 1986-1987
La stagione 1986-87 dei Chicago Bulls fu la 21ª nella NBA per la franchigia.
I Chicago Bulls arrivarono quinti nella Central Division della Eastern Conference con un record di 40-42. Nei play-off persero al primo turno con i Boston Celtics (3-0).

## Roster
| N°    | Naz.                   | Ruolo | Sportivo          | Anno | Alt. | Peso |
| ----- | ---------------------- | ----- | ----------------- | ---- | ---- | ---- |
| 3     | Stati Uniti (bandiera) | G     | Sedale Threatt    | 1961 | 188  | 79   |
| 5     | Stati Uniti (bandiera) | G     | John Paxson       | 1960 | 188  | 84   |
| 6     | Stati Uniti (bandiera) | AC    | Brad Sellers      | 1962 | 213  | 95   |
| 10    | Stati Uniti (bandiera) | GA    | Pete Myers        | 1963 | 198  | 82   |
| 11    | Stati Uniti (bandiera) | G     | Fred Cofield      | 1962 | 191  | 86   |
| 12-24 | Stati Uniti (bandiera) | G     | Perry Young       | 1963 | 196  | 95   |
| 17    | Stati Uniti (bandiera) | AC    | Mike Brown        | 1963 | 206  | 117  |
| 20    | Stati Uniti (bandiera) | GA    | Gene Banks        | 1959 | 201  | 98   |
| 21    | Stati Uniti (bandiera) | GA    | Elston Turner     | 1959 | 196  | 86   |
| 22    | Stati Uniti (bandiera) | G     | Steve Colter      | 1962 | 191  | 75   |
| 23    | Stati Uniti (bandiera) | G     | Michael Jordan    | 1963 | 198  | 88   |
| 25    | Stati Uniti (bandiera) | AC    | Earl Cureton      | 1957 | 206  | 95   |
| 30    | Stati Uniti (bandiera) | GA    | Darren Daye       | 1960 | 203  | 100  |
| 31    | Stati Uniti (bandiera) | C     | Granville Waiters | 1961 | 211  | 102  |
| 34    | Stati Uniti (bandiera) | C     | Charles Oakley    | 1963 | 203  | 102  |
| 40    | Stati Uniti (bandiera) | C     | Dave Corzine      | 1956 | 211  | 113  |
| 50    | Stati Uniti (bandiera) | AC    | Ben Poquette      | 1955 | 206  | 107  |

## Staff tecnico
- Allenatore: Doug Collins
- Vice-allenatori: Johnny Bach, Gene Littles, Billy McKinney, Tex Winter
- Preparatore atletico: Mark Pfeil